# База (архитектура)

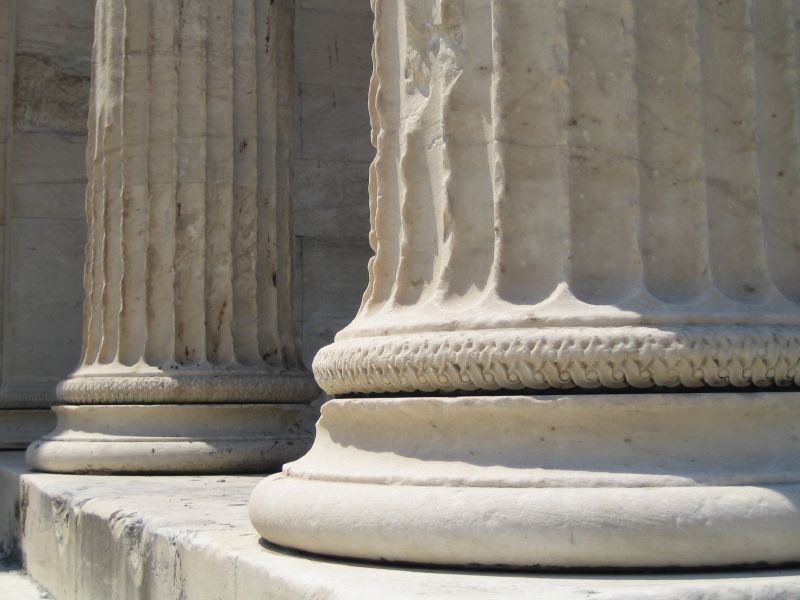
Аттическая база Эрехтейона на Афинском Акрополе.

Ба́за  (фр. base, из др.-греч. βάσις — основание, шаг, стопа,  от  др.-греч.  βαίνω  — ступаю) — основание, подножие столба,  колонны, пилястры. Составная часть архитектурного ордера. База опирается непосредственно на опорную плиту цоколя (стереобата) — стилобат.
В  древнеегипетской и  крито-микенской архитектуре базой колонн служила простая круглая плита. В  греко-дорическом ордере такая база имеется  в храме Зевса (храме Гигантов) в Акраганте (510—480 гг. до н. э.) и  в колоннах наоса храма  Деметры в Элевсине (530 г. до н. э.). В дорическом ордере последующих периодов, по заключению О. Шуази, круглая профилированная база появляется только в виде исключения, вероятно, в подражание ионийскому ордеру. 
По канону  Витрувия дорийская колонна не имеет базы. В ордерной архитектурной композиции других греческих и римских ордеров база — обязательная часть колонны. Как и прочие части ордера, база имеет трёхчастное деление: плинт, вал (торус) и трохилус (выкружка, вогнутый профиль в четверть окружности). Такая структура может варьироваться, например база колонны ионического ордера или аттическая база имеют два торуса с асимметричной выкружкой (скоцией) между ними .
Малоазийская база имеет ещё более сложный профиль. В поздней, эллинистической и римской архитектуре торус базы декорировали резным орнаментом «плетёнки». Римляне усложняли аттическую базу угловыми грифами и устанавливали колонны вместе с базами на высокие пьедесталы, что усиливало  презентативность и декоративность всей композиции постройки. В самом пышном коринфском или в композитном ордере малоазийские и римские строители использовали узорчатый плинт с рельефным орнаментом, он называется тойхобат (др.-греч. τοιχος — стена, борт и  др.-греч.  βαίνω  — ступаю). На таких плинтах установлены коринфские полуколонны наоса храма  Афины Алеи  в  Тегее  (370—360 гг. до н. э.). Другое название сложнопрофилированной базы колонн ионического и коринфского ордеров — спейра, или спира (лат. spira из др.-греч. σπειρα — извив, изгиб, кручёная верёвка) .
Базами также называют прямоугольные подножия античных статуй из бронзы или мрамора. Многие статуи утрачены и о них теперь можно судить только по сохранившимся надписям (сигнатурам) на базах.

## Особенности античных и ренессансных баз по А. Палладио
В классической ордерной архитектуре, согласно «Четырём книгам об архитектуре» Палладио, пропорции и сложность рисунка базы жёстко увязываются с пропорциями каждого из пяти ордеров:
- В простейшем тосканском ордере высота базы равна половине диаметра колонны. База разделена на две части — плинт (собственно основание) и циркульную полочку (её валик выступает примерно на 1/6 ширины колонны)
- В античном греческом дорическом ордере база не используется, однако простые базы сочетались с дорическими колоннами уже в древнеримской архитектуре. Так называемая аттическая база, рекомендуемая Палладио для дорических колонн, имеет высоту половины диаметра колонны и разделена на три равные части — плинт (цоколь) и сложный циркульный переход от цоколя к колонне с двумя валами.
- В ионическом ордере база (с пьедесталом или без него) сложнее, чем у предыдущих ордеров, и может включать два или три циркульных валика и циркульные переходы от плинта — к базе и от базы — к телу колонны.
- В коринфском ордере, аналогично ионическому, могут использоваться пьедесталы и сложные базы с тремя валиками, но общая высота пьедестала — ниже, чем в ионическом ордере. Аттическая база имеет здесь более приплюснутые пропорции, чем в дорическом ордере.
- В сложном ордере, который всегда делается более стройным, нежели коринфский, аттическая база имеет, напротив, более вытянутые в высоту пропорции.

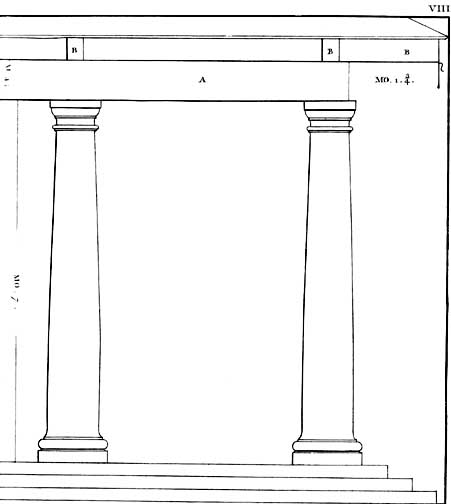
Тосканский ордер
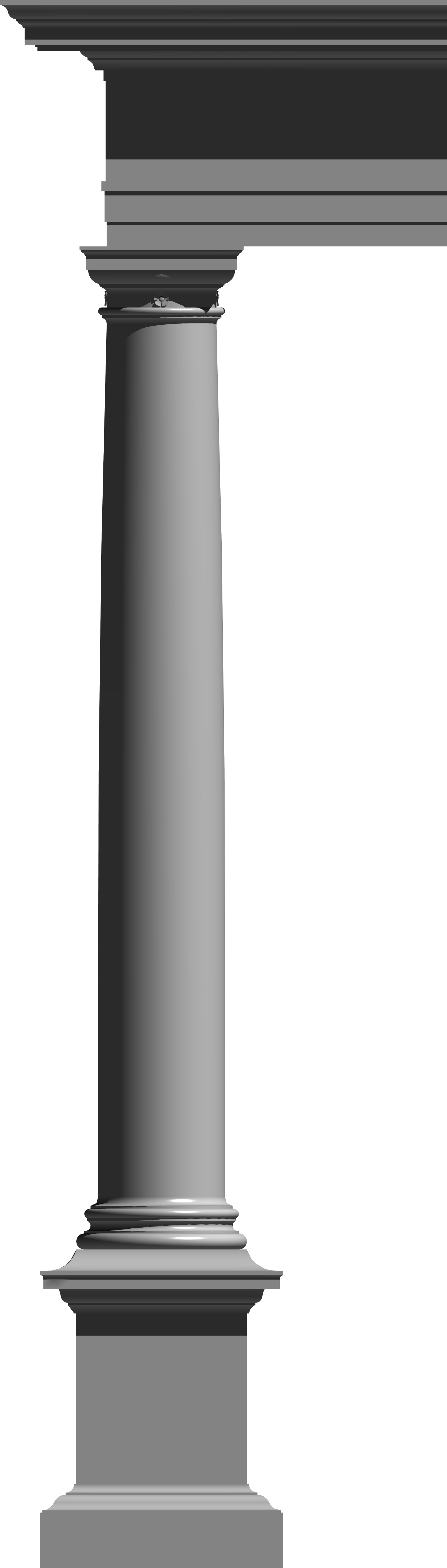
Дорический ордер с высоким пьедесталом
Ионический ордер с простой аттической базой
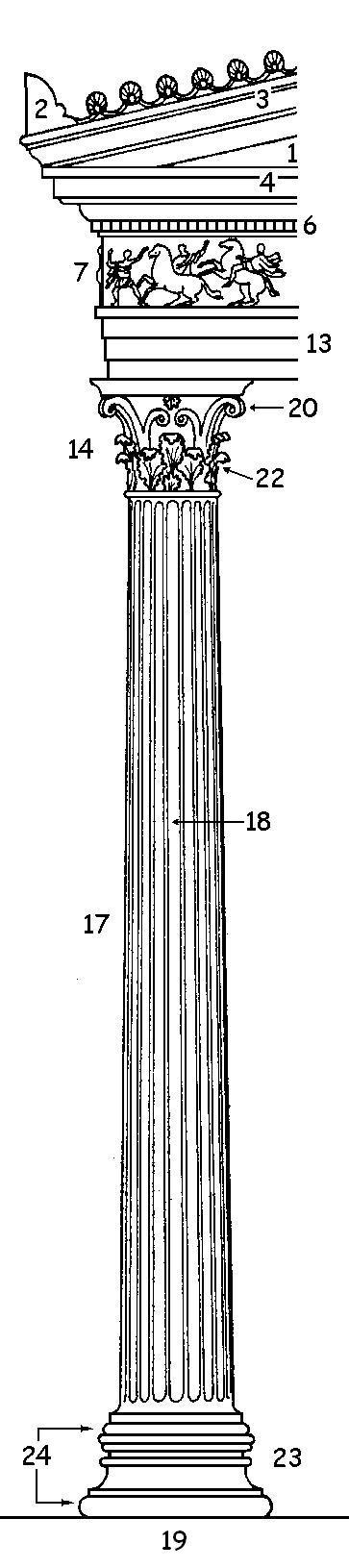
Коринфский ордер с аттической базой

## Базы средневековой архитектуры

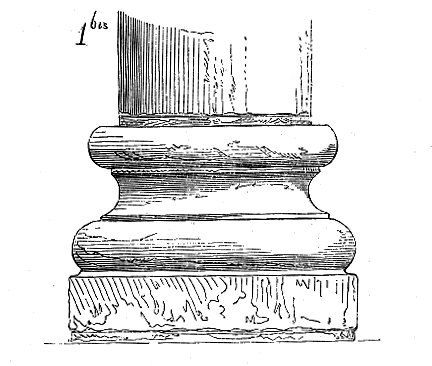
Церковь Сен-Дени: валик базы сохранился, а переход от него к телу колонны — утрачен

В раннем средневековье (до эпохи Каролингов включительно) по-прежнему применялись примитивно изготовленные аттические базы, сочетавшиеся с огрублёнными чертами «варварских» построек. Первой жертвой упрощения стал циркульный переход от базы — к телу колонны. Связь между общим обликом ордерной колонны и циркульным рисунком базы была утрачена, пропорции не соблюдались. Каждый каменщик опирался на собственный глазомер и местные традиции.
В местах, где сохранялись римские постройки, эти традиции сохраняли верность античным образцам (в южной Франции до XIII века, в Италии — традиция не пресекалась до эпохи Возрождения); там же, где таких образцов не было — архитектура сразу ушла в сторону от античного ордера.

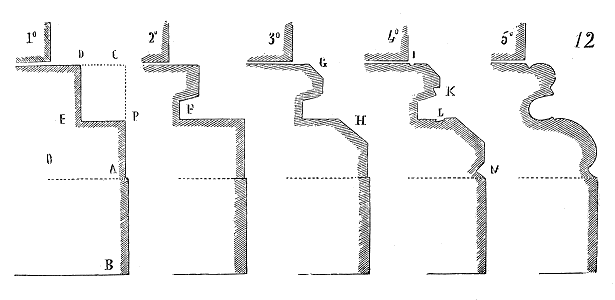
Этапы трудоёмкого процесса вытачивания сложной базы

На выходе из раннего Средневековья, и особенно с распространением готического стиля, в средневековой архитектуре возникли особые базы колонн, не имевшие прямых аналогов в античной архитектуре. В отличие от античности, где базы — всегда фигуры вращения, средневековые базы часто имели в плане форму многогранника или грозди. В этом отразилось средневековое изобретение — переход от простой, круглой в плане, колонны — к несущему столбу, образованному пучком параллельных колонн.

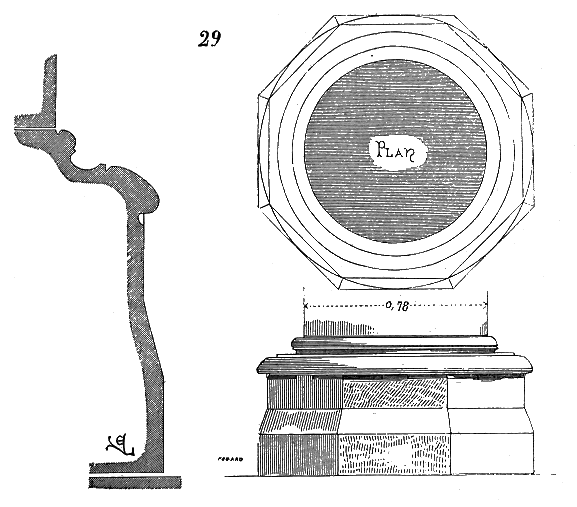
База-восьмиугольник из церкви Нотр-Дам, Семюр-ан-Осуа
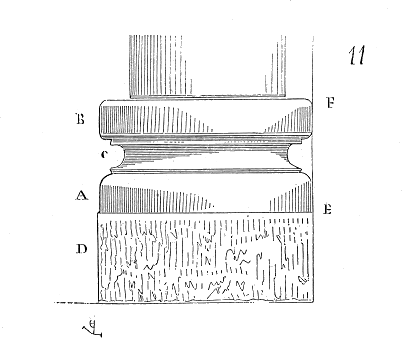
База, составленная из двух дисков, из Charolais, XII век
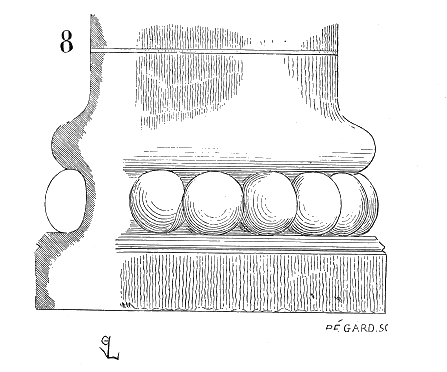
База «с шарами» церкви Сен-Назер, Каркассон, конец XI века
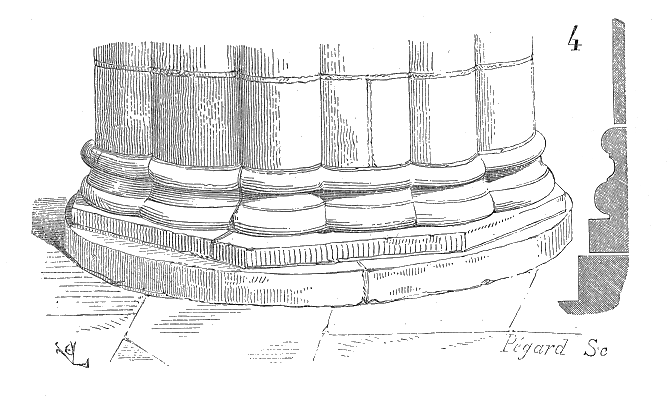
База-гроздь из церкви Сен-Реми, Реймс